# Obakamiga Lake
Der Obakamiga Lake ist ein See im Algoma District der kanadischen Provinz Ontario.

## Lage
Der 30 km² große See liegt 25 km westsüdwestlich von Hornepayne auf einer Höhe von 355 m im Bereich des Kanadischen Schilds. Er misst in Nord-Süd-Richtung 10 km sowie in Ost-West-Richtung 6 km. Eine Halbinsel mit zwei langgestreckten nach Süden gerichteten Armen gliedert den See in ein großes westliches Hauptbecken und in mehrere schmale Seeabschnitte und Buchten im östlichen Bereich des Sees. Der Obakamiga River entwässert den südwestlich gelegenen Granitehill Lake und mündet am Südufer in den Obakamiga Lake. Er verlässt den See wieder am Nordende der östlichen Seebucht und fließt weiter zum 20 km nördlich gelegenen Nagagami Lake.

## Seefauna
Der abgelegene See wird üblicherweise per Wasserflugzeug erreicht. Angeltouristen fangen in dem See Glasaugenbarsch, Hecht und Amerikanischen Flussbarsch.